# Сискию
Сискию (англ. Siskiyou Mountains) — горы на северо-западе штата Калифорния и юго-западе штата Орегон, США. Расположены в северной части гор Кламат. Протянулись в виде дуги приблизительно на 160 км с юго-запада на северо-восток. Начинаются к востоку от города Кресент-Сити (Калифорния) и тянутся вдоль северной стороны реки Кламат до территории орегонских округов Джозефин и Джэксон. Горы являются водоразделом между бассейнами рек Кламат (на юге) и Рог (на севере).
Высочайшими точками хребта являются: гора Ашленд (2296 м), Датчмен-Пик (2260 м), Престон-Пик (2228 м), Сискию-Пик (2178 м) и Вагнер-Батт (2180 м). Все они, кроме Престон-Пик, находятся на территории штата Орегон.
Климат в районе гор сильно различается между прибрежными и внутренними склонами. В целом он отличается довольно мягкими температурами и достаточным количеством осадков. Прибрежные склоны получают около 1500 мм осадков в год, тогда как внутренние склоны — около 760 мм. На больших высотах случаются снегопады. Район гор характеризуется большим биоразнообразием.